# Уличное освещение Алма-Аты
Уличное освещение Алма-Аты — система коммунального хозяйства, обеспечивающее наружное освещение улиц, площадей, парков и скверов города Алма-Аты.

## История
До начала XIX в. на алматинских улицах отсутствовало освещение. В декабре 1974 года на улицах города было установлено 33 фонаря, в которых зажигались стеариновые свечи. В сентябре 1875 года городской управой был объявлен конкурс на лучшей проект по освещению города Верный. Победителем стал архитектор Павел Гурдэ, который за основу создания своего светильника взял древний казахский способ освещения юрт: в сосуд с бараньим жиром клали фитиль и поджигали его. 10 декабря 18745 года был составлен акт, в котором говорилось: «Мы, нижеподписавшиеся, присутствовали при опыте, произведенном над лампой господина Гурдэ и нашли, что она, зажженная в городском фонаре, дает вполне достаточное освещение, которое позволяет свободно читать книгу в десяти шагах от фонаря».
В 1914 году около губернаторского дома было установлено 7 керосиновых фонарей.
В 1927 году в городе пущена коммунальная электростанция. Городской совет принял решение заменить керосиновое освещение улиц на электрическое. Протяжённость сети электрического освещения в 1930-х годах составила около 2 км.
В 1950-х гг. на улицах города Алма-Аты появились фонари с люминесцентными и ртутными лампами. В 1950-х гг. на 130 км алматинских улиц было установлено 1,4 тысячи электрических фонарей. В период 1959—1965 гг. проложено 400 км сетей уличного освещения, тогда появились светильники с зеркальными отражателями и ртутными лампами.
В 1975 г. на всех улицах начата установка светильников с усовершенствованными натриевыми лампами теплого оранжево-желтого цвета.
В 1975 году на центральных улицах и проспектах установлены 13 метровые прямостоечные трубчатые опоры (11 м надземная часть, 2 подземная) с двухрожковыми кронштейнами (высотой 2 метра) — покрашенными серебряным цветом. Нижняя часть опор была украшена чугунным цоколем с национальным орнаментом — покрашенным в чёрный.
К 1983 году протяженность линий освещения улиц составила 1300 км. Ежедневно на улицах, площадях, парках и скверах работало 49 тысяч светильников.
В 2014—2015 годы в городе произведена модернизация всего уличного освещения за счет займа Европейского банка реконструкции и развития, стоимостью 34 миллиона долларов (6,250 млрд.тенге).
В 2019 году акимом Байбеком на 8 летний период инициирована повторная модернизация уличного освещения города через договор ГЧП.

## Управление и содержание
Управлением и содержанием городского уличного наружного освещения Алма-Аты многие годы занималось государственное электросетевое предприятие «Алмаатагорсвет», которое производило техническое обслуживание и планово-предупредительный ремонт системы наружного освещения и системы управления наружным освещением осветительных приборов. В 1990-гг. «Алмаатагорсвет» было приватизировано и акционировано. Вплоть до 2016 года «Алмаатагорсвет» осуществлял содержание наружного освещения г. Алма-Аты.

### АBM Group
В 2016 году решением акима города Бауржана Байбека предприятие АО «Алмаатагорсвет» было отстранено от содержания и обслуживания уличного освещения г. Алма-Аты. Обслуживанием и содержанием наружного освещения с 2016 года формально занимается государственная ГКП «АлматыКалаЖарык», но не напрямую само лично как прописано в уставе, а привлекая сторонних субподрядчиков в лице частных компаний ТОО «Электроремонт», ТОО «ABM-Building 2007», ТОО «ABM GROUP.COM» — принадлежащих единому владельцу. ГКП «АлматыКалаЖарык» только принимает заявки от жителей о неисправностях освещения и перечисляет субподрядчикам выделяемые бюджетом города денежные средства.
С 2016 года с передачей содержания наружного освещения субподрядчикам, в городе начались перебои с уличным освещением. В 2018 году стало известно, что ТОО «Электроремонт» несанкционированно решило установить контроль над системой уличного освещения путем отключения автоматического режима и установки ручного режима, произвело незаконное вмешательство в систему управления наружным освещением путем установки инородного оборудования — китайских таймеров THC15A (Реле времени) в Шкафы управления наружным освещением (ШУНО).
После так называемых искусственно создаваемых перебоев в освещении, Байбек определил частную компанию-партнера ТОО «ABM-Building 2007» (ТОО «Электроремонт»), которая без проведения тендера назначена исполнителем договора ГЧП (стоимостью около 100 млрд.тенге) по повторной замене (модернизации) всего уличного освещения (светильники и опоры) по городу Алма-Ата на период с 2019 по 2026 год. Компания «АBM» с 2019 года с разрешения акима Байбека приступила к демонтажу и сносу всех имеющихся в городе новых стальных фонарных опор и светильников ДНАТ, установленных в период с 2014—2018 годы по проекту модернизации городского освещения за счет займа Европейского банка реконструкции и развития. Вместо многотысячных демонтируемых опор и светильников ДНАТ, компанией в течение 2019—2026 годов за счет бюджета города начата установка конических опор и светодиодных светильников.
Известно, что компанией ТОО «ABM-Building 2007» (ТОО «Электроремонт») владеет и руководит семья Молдакасимовых, она же при акиме Байбеке также стала владельцем государственной детской стоматологической клиники в 2019 году после сомнительной приватизации. Кроме того, ТОО «ABM-Building 2007» аффилирована с ТОО «ABM GROUP.COM» и ТОО «Электроремонт». В 2013 году ДБЭКП по г. Алма-Аты возбудил уголовное дело в отношении руководства ТОО «ABM Building 2007», которые в 2010 году, являясь материально-ответственными лицами, путем предоставления в АО «НК КТЖ» фиктивных актов выполненных работ по строительству железной дороги «Жетиген-Хоргос», совершили хищение денежных средств на общую сумму 48 млн тенге.
С момента реализации договора ГЧП качество и обслуживание уличного освещения города Алма-Аты резко упало. Устанавливаемые в рамках ГЧП новые светодиодные светильники массово выходят из строя, установленные взамен прежних воздушных линий, новые подземные линии кабеля имеют высокую аварийность и неисправность, а устанавливаемые конические опоры освещения кренятся и разваливаются от малейшего ветра и нагрузки от осадков. В связи с продолжающимся критическим ухудшением работы уличного освещения и обоснованным недовольством жителей Алма-Аты, распоряжением акима города Бахытжана Сагинтаева в декабре 2021 года инициирована внеплановая проверка исполнения обязательств частным партнёром и создана государственная комиссия. Однако в ответ на эти действия «ABM-Building 2007» подал в суд с требованием признать незаконными действия руководителя аппарата акима Медеуского района, управлений акимата Алматы и ГКП «Алматы Жарык». Кроме того, «ABM-Building 2007» потребовала провести закрытый судебный процесс, сославшись на коммерческую тайну.
После январских событий 2022 года, когда все улицы города на которых произвели замену освещения по ГЧП оказались с нефункционирующим и некачественно работающим освещением, сотрудничество с частными компаниями было приостановлено по проекту ГЧП и по обслуживанию как субподрядчиков ГКП «АлматыКалаЖарык». Однако спустя время летом 2022 года решением акима Ерболата Досаева ТОО «ABM-Building 2007» (ТОО «Электроремонт») вернулось к субподрядному содержанию наружного освещения и дальнейшей реализации договора ГЧП.